# Final Hour
Final Hour ist ein dänischer Horrorfilm aus dem Jahr 1995.

## Handlung
Das Boulevard-Magazin „Letzte Stunde“ mit Reporter Mickey Holm berichtet live von einer Mordserie am Elverhøj-Gymnasium. Dort sind sieben Schüler gemeinsam mit einem ermordeten Lehrer im Biologie-Raum eingeschlossen. Über einen Fernseher erfahren sie, dass ihnen statt Nachsitzen eine Prüfung bevorsteht, bei der es ums Überleben geht. Einige der Schüler erinnern sich daran, dass an ihrer Schule einmal ein Lehrer von unbekannten Tätern ermordet wurde, nachdem er eine Schülerin vergewaltigte.
Rasmus versucht als erster, über das Dach zu fliehen, stürzt dabei jedoch in den Tod. Als Inga und Iris durch die plötzlich offene Türe fliehen, verkündet das Fernsehen einen dringenden Verdacht gegen Inga. Die anderen vier Schüler verlassen ebenfalls den Raum finden Iris’ Leiche auf einer Herdplatte. Auf der Suche nach einem Telefon entdecken sie auch Ingas toten Körper.
Als sich herausstellt, dass der tote Lehrer laut Lehrerverzeichnis gar nicht existiert, läuft Kenneth wütend durch den Flur und wird zum nächsten Opfer des Serienmörders. Der Hausmeister Madsen lässt Mickey mit einer Kamera ins Gebäude. Dort filmt der Reporter den toten Taus. Nun sind nur noch zwei Schülerinnen übrig.
Nicoline klettert in einen Heizungsschacht, während sich Augusta in einem Schrank versteckt. Als Nicoline wieder herauskommt, sieht sie, wie Augusta tot an der Kugel eines Bandgenerators steht. Sie begegnet dem Täter und versucht ihm zu entkommen.
Mickey spricht von einem Fluch, der auf der Schule lastet, und verkündet, dass Nicoline das letzte Opfer ist. Wenige Augenblicke später wird sie ermordet. In der abschließenden Szene sitzen die sieben Schüler wieder wie zu Beginn im Biologie-Raum und sprechen von einem Déjà-vu.

## Kritik
„Ein filmisches Desaster ohne Logik, angereichert mit grauenhaften Dialogen und gespielt von erbärmlichen Darstellern.“